# 野口水木
野口水木（日语：／ Noguchi Mizuki，1978年7月3日—）是日本女子马拉松運動員。
野口水木出生于神奈川县，长大于三重县伊势市。曾隸属Globaly期貨公司田徑部與Sysmex公司田径部。血型O型。身高150公分，体重40公斤。赛跑时的每步长度有148公分。

## 生平
野口初中时开始田径运动，上三重县立宇治山田商业高等学校时，作为县代表参加过全国高等学校综合体育大会3000米赛。毕业后，在藤田信之教练的指导下继续训练，1999年参加在爱知县举行的犬山半程马拉松的冠军后，共得过14次半程赛冠军，当时有过“半程女皇”之称。2002年3月，她首次跑的全程马拉松，名古屋国际女子马拉松上得冠军。2004年8月22日（北京时间23日）在希腊雅典奥运会女子马拉松赛得到冠军。2005年9月25日在德国举行的柏林马拉松，创造2小时19分12秒的亚洲记录得到冠军。2005年12月随着Globaly期货公司田径部的解散，和藤田信之教练一起轉效力Sysmex公司田径部。
野口原本希望在2008年北京奧運中衛冕，但由於出現嚴重傷患，最後無法出賽，間接宣佈衛冕失敗。2012年在名古屋女子馬拉松比賽排名第六，無法取得參加當年倫敦奧運資格。2016年3月再度挑戰名古屋女子馬拉松比賽，但僅以2小时33分排名第23名，無緣代表日本參加里約奧運，因此於同年4月15日宣佈引退，並與教練離開Sysmex公司田径部。
2016年7月7日在生長的三重縣伊勢市結婚，婚後隨夫婿工作調動遷居上海市。

## 主要比赛记录
- 1999年10月　世界半程马拉松锦标赛　1小时09分12秒　亚军
- 2001年8月　埃德蒙顿世界田径锦标赛 (10000米) 　 32分19秒94 　第13名
- 2002年3月　名古屋国际女子马拉松　2小时25分35秒 冠军
- 2003年1月　大阪国际女子马拉松大会　2小时21分18秒 (日本记录)　冠军
- 2003年8月　巴黎世界田径锦标赛马拉松　2小时24分14秒　亚军
- 2004年2月　青梅马拉松(30公里)　1小时39分09秒（日本记录）　冠军
- 2004年8月　雅典奧运会马拉松　2小时26分20秒　冠军
- 2005年9月　柏林马拉松　2小时19分12秒（日本记录、亚洲记录）　冠军
- 2006年2月　香川丸龟半程马拉松　1小时7分43秒　亚军
- 2006年7月　札幌国际半程马拉松　1小时8分14秒　冠军
- 2006年11月　上海国际半程马拉松　1小时9分03秒　冠军

## 外部連結
- 野口水木在的頁面